# Georg Scholz
Georg Scholz (Wolfenbüttel, 10 de outubro de 1890—Waldkirch, 27 de novembro de 1945) foi um pintor expressionista alemão, adscrito à Nova Objetividade. 
Teve a sua formação artística na Academia de Karlsruhe, onde teve como professores a Hans Thoma e Wilhelm Trübner. Mais tarde estudou em Berlim com Lovis Corinth. Depois do serviço militar na Primeira Guerra Mundial voltou à pintura, trabalhando num estilo fusão do cubismo e do futurismo.
Em 1919 converteu-se num membro do Partido Comunista da Alemanha, e o seu trabalho dos próximos anos foi duramente crítico com a ordem social e econômica da Alemanha do pós-guerra. Scholz converteu-se depressa num dos líderes da Nova Objetividade, um grupo de artistas que praticavam uma forma cínica de realismo. Em 1925, porém, o seu enfoque suavizara-se em algo próximo do neoclassicismo, como se vê no Auto-retrato frente de uma coluna de publicidade de 1926 e o Nu sentado com busto de gesso de 1927.
Em 1925 foi designado professor na Academia Estatal de Arte de Baden em Karlsruhe. Começou a contribuir em 1926 para a revista satírica Simplicissimus, e em 1928 visitou Paris, onde apreciou especialmente a obra de Bonnard. 
Com a subida ao poder dos nazistas, em 1933, foi despedido do seu posto docente. Declarado um artista degenerado, as suas obras foram requisadas em 1937, como parte de uma campanha para "purificar" a cultura alemã, e proibiram-lhe pintar em 1939. 
Em 1945 as forças de ocupação francesas nomearam-no prefeito de Waldkirch, mas faleceu esse mesmo ano. 